# Selaco
Selaco ist ein Ego-Shooter-Computerspiel, das von Altered Orbit Studios unter Beteiligung von Satsuma Audio entwickelt wird und am 31. Mai 2024 bei Steam im Early Access erschien.

## Entwicklung
Das Indie-Spiel startete 2024 mit den ersten drei Kapiteln. Es basiert auf GZDoom einem Source Port der Doom-Engine, der Unterstützung für moderne Betriebssysteme, OpenGL, höher aufgelöste Texturen und mehr Funktionen für den Level-Editor bietet.

## Handlung
Die Protagonistin Dawn ist Leiterin der Sicherheitskräfte einer unterirdischen Anlage auf der zerstörten Erde auf dessen Komplex ein außerirdischer Angriff erfolgt.

## Rezeption
Marcus Persson von Gamereactor beschrieb Selaco als „brillant, köstlich chaotisch“. Es böte selbst in frühem Stadium viele Inhalte und kombiniere das Beste aus den Kultspielen des Genres. Rainer Sigl vom Österreichischen Rundfunk gab an, dass die Hintergrundgeschichte wenig Neues böte. Beleuchtung, Nebel- und Partikeleffekte seien insbesondere bezogen auf das Alter der Game Engine spektakulär in Szene gesetzt. Die Computergegner agieren erstaunlich clever. Spielerisch gehe es über das geradlinige Gameplay klassischer Shooter hinaus und erinnere an Half-Life, System Shock oder Fear. Peter Bathge von GameStar bezeichnete es als Geheimtipp auf der überlaufenden Plattform Steam. Er hob die schnelle Action und die satte Rückmeldung bei Treffern hervor. Sein Kollege Tillmann Bier bezeichnete die Feuergefechte als kurz und intensiv mit einer hohen Bewegungsgeschwindigkeit. PC Games bewertete den Schwierigkeitsgrad als ansteigend, der im späteren Verlauf in Versuch und Irrtum übergehe. Benjamin Schmädig bezeichnete Selaco als altmodischen aber dennoch modernen Genrevertreter mit gut gestalteten Schauplätzen.
Im Mai 2024 wurden bereits über 100.000 Exemplare verkauft und von den Nutzern bei Steam mit 93 % Zuspruch positiv bewertet.